# Mijngebied van de Grote Koperberg
Het Mijngebied van de grote Koperberg, waaronder de Falun-kopermijn, is een van de veertien werelderfgoederen op de Werelderfgoedlijst van de UNESCO in Zweden en is opgenomen op deze lijst in 2001.
De Zweedse naam voor het monument is Kopparbergslagen. Het bevindt zich bij Falun, rondom de berg Kopparberget. Het is een unieke getuige van de industriegeschiedenis van Zweden.
Al in de 9e eeuw werd hier koper afgebouwd. In de 17e eeuw werd dit gebied het belangrijkste industriegebied van Zweden. Vanaf de 18e eeuw ging het echter bergafwaarts. Uiteindelijk in 1992 werd de laatste mijn gesloten.
Het grote gat in de grond dat door mijnbouw is ontstaan bij Falun is typisch voor dit monument. In Falun vindt men vele historische gebouwen. In de omgeving zijn er veel overblijfsels van de periode van industriële bloei.
De opname op de werelderfgoedlijst was een gevolg van:
- Criterium II: het delven van koper was gebaseerd op Duitse technologie, maar het gebied was een van de grootste producenten van koper in de 17e eeuw en oefende veel invloed uit op de mijnbouwtechnologie in de gehele wereld gedurende 2 eeuwen.
- Criterium III: Het gehele landschap van Falun wordt gedomineerd door de overblijfselen van de kopermijnbouw. De productie begon in de 9e eeuw en werd beëindigd aan het einde van de 20e eeuw.
- Criterium V: De zich opvolgende perioden in de economische en sociale revolutie van de koperindustrie in het gebied van Falun, van kleine tot grote industriële activiteit, tekent zich af in de vele industriële, stedelijke en huiselijke overblijfselen, die de tijd hebben overleefd.

Tegenwoordig kan men onder leiding van een gids afdalen in de mijn. Er zijn rondleidingen in o.a. het Zweeds, Engels, Nederlands en Duits.